# Кочкаров, Бахадыр Закирович
Бахадыр Закирович Кочкаров (род. 13 мая 1970, Ош) — киргизский футбольный судья. Заслуженный работник физической культуры и спорта Кыргызской Республики (2010).

## Биография
После окончания школы уехал в Россию и поступил в техникум в Подольске, затем служил в армии и после службы вернулся в Кыргызстан. Занимался судейством футбольных матчей с начала 1990-х годов. В 1993 году получил первую судейскую категорию, в 1995 году — национальную, в 1997 году стал рефери ФИФА.
В качестве главного арбитра в начале 2000-х годов судил матчи чемпионата и Кубка Кыргызстана.
Наибольшую известность получил в качестве судьи на линии. Первый международный матч провёл 26 мая 1997 года в Ташкенте (Узбекистан-Камбоджа). Работал на двух чемпионатах мира (2010 и 2014), входя в судейскую бригаду узбекистанца Равшана Ирматова. Всего принял участие в 9 матчах чемпионатов мира, что по состоянию на 2017 год было рекордным результатом среди ассистентов рефери. Также в качестве линейного арбитра обслуживал матчи клубного чемпионата мира (в том числе финал 2008 года), азиатских клубных турниров, матчи первых и олимпийских сборных, в том числе на Кубке вызова АФК 2006 года, Кубке Азии 2011 года, Олимпиаде 2012 года, Кубке Конфедераций 2013 года. Работал в бригаде Равшана Ирматова на матче Суперкубка Узбекистана 2014 года.

## Личная жизнь
Супруга Хилола, сын Бахридин.

## Награды
- Медаль «Данк» (31 декабря 2015 года)[2].
- Заслуженный работник физической культуры и спорта Кыргызской Республики (28 сентября 2010 года)[2].
- Почётный знак «За заслуги в развитии физической культуры, спорта и туризма» (19 мая 2016 года, Межпарламентская ассамблея СНГ) — за значительный вклад в развитие физической культуры, спорта и туризма в государствах — участниках Содружества Независимых Государств, реализацию идей сотрудничества в сфере физической культуры, спорта и туризма[3].